# Thominx catenata
Thominx catenata är en rundmaskart. Thominx catenata ingår i släktet Thominx och familjen Trichuridae. Inga underarter finns listade i Catalogue of Life.